# City of Sunderland
City of Sunderland  är ett storstadsdistrikt (kommun) i Tyne and Wear i England,  Storbritannien. Distriktet har 277 354 invånare (2022).
Större orter är Hetton-le-Hole, Houghton-le-Spring,  Sunderland (huvudort) och Washington.
Större delen av distriktet är inte indelat i civil parishes. Det finns endast tre civil parishes:
- Burdon, Hetton och Warden Law.[3]